# Aladin ou la Lampe merveilleuse
Pour les articles homonymes, voir Aladin.
 (juillet 2025).
Si vous disposez d'ouvrages ou d'articles de référence ou si vous connaissez des sites web de qualité traitant du thème abordé ici, merci de compléter l'article en donnant les références utiles à sa vérifiabilité et en les liant à la section « Notes et références ».
Aladin ou la Lampe merveilleuse, également intitulé Histoire d’Aladdin, ou la Lampe merveilleuse d'après son titre complet ou Aladin et la Lampe merveilleuse d'après une traduction erronée, voire simplement Aladin, est un conte traditionnel arabo-perse. Conte orphelin, il ne figure pas dans les manuscrits les plus anciens du recueil Les Mille et Une Nuits. Il y a été associé à partir du XVIIIe siècle avec la traduction française du recueil par Antoine Galland qui l'augmente de plusieurs contes.

## Résumé
(novembre 2020).
Dans la version traduite en français que l'on trouve dans Les Mille et Une Nuits, Aladin vit en Chine et est le fils d'un pauvre tailleur appelé Moustafa. C'est un jeune garçon turbulent que ses parents ne parviennent pas à éduquer et qui a de mauvaises fréquentations. Devenu orphelin de père, Aladin végète dans l'oisiveté en laissant tout le travail à sa mère qui peine à les nourrir tous les deux grâce au produit de son commerce.
Un jour, un sorcier appelé simplement le magicien africain accoste Aladin en se faisant passer pour un oncle longtemps resté à l'étranger. Le magicien feint de vouloir éduquer Aladin pour en faire un marchand de tissus. En réalité, après quelques journées, il l'emmène jusqu'à une trappe menant à caverne profonde dans laquelle il ne peut pas s'aventurer lui-même. Après lui avoir donné un anneau magique pour le protéger, il ordonne donc au jeune homme d'aller récupérer une lampe en ignorant la plupart des trésors qui se trouvent là, sauf les pierres précieuses poussant sur les arbres du jardin souterrain. Aladin obéit, mais refuse de donner la lampe au magicien avant que celui-ci ne l'ait fait sortir du souterrain. Dépité, le magicien referme la trappe et abandonne Aladin à une mort certaine, mais doit abandonner aussi la lampe.
Aladin parvient à maîtriser les pouvoirs de l'anneau, puis de la lampe : en la frottant, il peut faire sortir de chacun de ces objets un « génie » (djinn). Si l'un peut le transporter où il le souhaite, l'autre est en plus capable d'accomplir toutes ses volontés, sans limite apparente et vivre avec sa mère dans la prospérité. Le garçon devient aussi peu à peu plus éduqué et plus poli, grâce à l'influence de la magie de la lampe.
Un jour, après s'être dissimulé par curiosité près de l'entrée des bains afin d'apercevoir le visage de la fille du sultan, la princesse Badroulboudour, il en tombe amoureux et décide de tout faire pour l'épouser. Il convainc sa mère de se rendre au palais pour demander la main de Badroulboudour au sultan de sa part, avec comme présent une jarre remplie de pierres précieuses. Le sultan, qui compte marier sa fille au fils de son grand vizir, est impressionné par un tel cadeau, mais demande un délai de trois mois et finit par oublier sa promesse. Le soir du mariage de Badroulboudour et du fils du vizir, Aladin fait enlever le lit des époux par le génie et les sépare pour dormir lui-même avec la princesse, avec une épée plantée entre eux en signe de chasteté. Le sultan finit par faire annuler le mariage, mais impose à Aladin une demande exorbitante : un cortège de serviteurs d'un luxe inouï et des présents impossibles à rassembler. Grâce au génie, Aladin offre aussitôt les cadeaux demandés et le sultan, impressionné, accepte le mariage. Aladin et Badroulboudour s'installent dans un somptueux palais construit par le génie en face du palais du sultan.
Le bonheur d'Aladin et de Badroulboudour est troublé par le retour du magicien africain, qui apprend par géomancie qu'Aladin a survécu. Enfourchant un barbe pour revenir dans la capitale du sultan, le magicien africain commence d'abord par se promener en ville. Il se rend dans le lieu le plus connu et le plus fréquenté par les personnes de grande distinction, où l’on s’assemblait pour boire d’une certaine boisson chaude qui lui était connue dès son premier voyage (le thé), afin d'interroger discrètement les habitants au sujet de son ennemi. Puis en se faisant passer pour un fou qui offre des lampes neuves en échange de vieilles lampes parvient à récupérer la lampe d'Aladin que Badroulboudour lui offre elle-même sans connaître sa valeur. Le magicien profite alors d'une absence d'Aladin, parti à la chasse, pour faire transporter en Afrique le palais d'Aladin où se trouve Badroulboudour. De retour de la chasse, Aladin est arrêté par le sultan fou de colère après la disparition de sa fille. Il est condamné à mort, mais la foule à laquelle Aladin a rendu de grands bienfaits se révolte et obtient la grâce d'Aladin. Ayant obtenu un délai pour retrouver Badroulboudour, Aladin finit par demander au génie de l'anneau de ramener le palais à sa place. Mais celui-ci admet être moins puissant que celui de la lampe, ne pouvant que le transporter en Afrique auprès du palais enlevé. Aladin et Badroulboudour mettent au point une ruse : la princesse feint d'être séduite par le magicien et lui fait boire un poison. Aladin récupère la lampe, retransporte le palais à sa place et tout rentre dans l'ordre.
Une dernière péripétie du conte met en scène le frère du magicien africain qui s'aperçoit de la mort de son parent et entreprend de le venger. Arrivé dans la ville d'Aladin et de Badroulboudour, le frère magicien tue Fatima, une femme réputée pour sa piété et ses talents de guérisseuse, et prend son apparence afin d'être introduit auprès de Badroulboudour. Il la persuade que le palais serait encore plus beau si un œuf d'oiseau roc était suspendu sous la voûte du grand salon. Badroulboudour demande à Aladin d'ajouter cet ornement. Celui-ci accepte et en fait la demande au génie de la lampe. Mais ce dernier se met en colère et lui dit qu'il l'aurait tué si cette demande venait de lui, car son véritable maître n'est autre qu'un oiseau roc et il refuse d'accomplir une pareille demande. Il révèle en revanche à Aladin la ruse du frère magicien. Aladin va trouver le magicien sous son déguisement et le tue. Les époux vivent ensuite dans un bonheur sans nuage. Le conte se termine par plusieurs commentaires de Shéhérazade expliquant au sultan la morale de ce conte.
Dans la variante populaire du conte, l'histoire d'Aladin est donc celle d'une ascension sociale rendue possible par la maîtrise de la lampe merveilleuse. Mais il existe une variante, comme Le Chandelier aux sept derviches, dans laquelle Aladin ne parvient pas à maîtriser la lampe. Après une nouvelle tentative pour tromper encore son maître, pourtant bon, il est puni de sa bêtise et de son ingratitude en perdant tout[réf. nécessaire].

## Nom et étymologie des noms
Le nom d'Aladin — orthographié à l'origine « Aladdin », comme c'est encore le cas dans les pays anglo-saxons — signifie littéralement « élévation de la religion », de l’arabe علاء الدين (ʻAlāʼ ad-Dīn, /ʕalaːʔ adˈdiːn/), de علاء (/ʕalaːʔ/ ; « élevé », « sublime ») et de الدين (/adˈdiːn/ ; « religion », « croyance »),. En persan, il se prononce encore aujourd'hui Ala e din.
Badroulboudour signifie « pleine lune des pleines lunes ».

## Transmission et traductions
Souvent associé au recueil des Mille et Une Nuits, Aladin ou la Lampe merveilleuse ne fait pas partie des manuscrits originaux, contrairement à une idée largement répandue, mais a été ajouté de façon tardive à l'ouvrage tout comme Sinbad le marin et Ali Baba et les Quarante voleurs. Cette nouvelle mouture élargie des Mille et Une Nuits sera largement diffusée au XVIIIe siècle notamment avec la version d'Antoine Galland. Celui-ci s'était fait rapporter en 1701 de Syrie un recueil de contes incomplet (le manuscrit Galland), pour la plupart d’origine persane et traduits en arabe à la fin du VIIe siècle. Il en réalise la première traduction française à laquelle il adjoindra d’autres récits comme ceux de Sinbad et d’Ali Baba.
Malgré d'intenses recherches menées depuis le XVIIIe siècle, on n'a jamais pu trouver de sources arabes et orientales à ces histoires « orphelines ». On sait, par le journal tenu par Antoine Galland, que Hanna Dyâb lui raconta seize contes sur lesquels il en publia douze. Parmi ceux-ci, on trouve celui d'Aladin. Dans ledit journal, il écrit à la date du dimanche 5 mai 1709 ceci : « Le matin, le maronite Hanna d'Alep acheva de me faire le récit du conte de la Lampe ». Puis, à la date du lundi 3 novembre 1710, il dit « Dès le jour de devant, j'avais commencé de lire le conte arabe de la Lampe, qui m'avait été écrit en arabe par le maronite de Damas, que M. Lucas avait amené avec lui, dans l'intention de le mettre en français. Voici le titre de ce conte : Histoire d'Aladin, fils d'un tailleur, et de ce qui lui arriva avec avec un magicien africain à l'occasion d'une lampe. Je commencerai le soir à mettre quelque chose par écrit de ce conte ».
Bien qu'il n'en fasse pas partie à l'origine, ce conte devint si étroitement associé aux Nuits que dans leur édition de 2005, Jamel Eddine Bencheikh et André Miquel le plaça en appendice avec Ali Baba. Ils reproduisent le texte tel que fourni par Galland. Toutefois, ils prennent soin de préciser que, si les noms ont été laissée l'état, la graphie des autres mots a été modernisée et l'usage des majuscules et des accents normalisé. De plus, la conjugaison a été modernisée et des guillemets et tirets ont été ajoutés pour distinguer les dialogues. Cela dit, la ponctuation de l'époque, très différente de l'actuelle, a été conservée dans la mesure du possible, sauf quand elle empêche la compréhension ou qu'elle est fautive au regard de l'usage de l'époque. Ils en profitent pour expliquer certains mots dont le sens a changé. Ainsi, la lampe est qualifié de merveilleuse, non pas dans le sens de beau, mais dans celui de fantastique.

## Analyse
Le conte est parsemé d'allégories : la lampe et les pouvoirs magiques du maître pourraient symboliser la connaissance, le voyage, les longues études, et la grotte ténébreuse, l'ignorance. Les deux variantes apparaissent alors comme deux issues possibles de l'apprentissage : selon qu'Aladin maîtrise ou non les connaissances qu'il a eu l'occasion d'apprendre, il pourra se jouer de son maître ou au contraire tout perdre. Le tapis volant serait le jardin sacré parcourant l'espace (voir Michel Foucault)[réf. nécessaire].
Le texte du conte dit qu'après le mariage du fils du vizir et de la princesse, la sultane, accompagnée de ses femmes et de celles sa fille, amena la nouvelle épouse. Cette dernière fit de grandes résistances selon la coutume des nouvelles mariées. La sultane aida à la déshabiller, la mit dans le lit comme par force et, après l’avoir embrassée en lui souhaitant la bonne nuit, se retira avec toutes les femmes ; et la dernière qui sortit ferma la porte de la chambre. Il faut savoir que la jeune épouse qui ne ferait pas de telles résistances le soir de ses noces ferait suspecter l'honnêteté de sa vie antérieure.
Gallant explique « que l’on aime mieux en ces pays-là coucher sur la natte que dans un lit ». Il fait allusion aux lits d'Orient qui ne sont composés que de nattes ou de tapis plus ou moins épais.
Alors que le héros et la princesse se rendent dans leur nouveaux palais, ils sont accompagnés de nombreuses personnes, dont cent chiaoux. Ce terme (aussi orthographié « chaou ») désigne une « espèce d'huissier chez les Turcs », selon Jean-François Féraud.
L'image du rokh est habituellement lié au gigantisme, qui amène à un pas de plus : l'intégration de l'oiseau fabuleux au monde des génies. Burton compare ce mot à l'égyptien ancien « Rokh » ou « Rukh », parfois écrit « Rekhit », dont le hiéroglyphe représente un oiseau monstrueux à la griffe levée, désigne aussi les Esprits purs et sages, les Mages, etc. Je connais quelqu'un qui en dérive notre « tour » = bec et curé.

## Analogies
Le conte ressortit au conte-type AT 331 (L'Esprit dans la bouteille). La première attestation de ce motif remonte au Testament de Salomon, texte apocryphe du Ier siècle : Salomon enferme les esprits qui lui désobéissent dans des bouteilles ou des coffres qu'il plonge dans la mer. Le conte de Grimm intitulé L'Esprit dans la bouteille (en allemand : Der Geist im Glas) reprend le même thème.
Dans des variantes d'Europe orientale, qui se rencontrent dès le XIVe siècle, l'être emprisonné puis libéré est souvent la personnification du malheur.
L'histoire parle d'un mage séduit un jeune homme et manque de le perdre, puis sa propre magie finit par se retourner contre lui. On retrouve également ce thème dans d'autres contes : au début dHassan de Bassorah et dans l'histoire d'un des fils de Qamar al-Zamân (dans le Conte de Qamar al-Zamân, fils du roi Shâhramân). Le thème du mage est ici associé à celui du jeune étourdi qui dissipe sa fortune. Lui est aussi présent dans d'autres contes des Nuits, ainsi que des Les Cent et Une Nuits berbères, comme l'histoire dAli el Bazzaz.
Cette existe en germe dans le Conte II. des « Divertissements des Nuits Dravidiennes » (Madana Kamara-Sankádái), par Pandit S. M. Natisa Shastri publié en 1868. M. Coote dit de son côté qu'elle est bien représentée en Italie. La version messine est de Giuseppe Pitré, « La Lanterna Magica », également la « Lanterne » palermitaine ; c'est « Il Matrimonio di Cajussi » de Rome, présent dans The Folk-lore of Rome de Rachel Harriette Busk (en)) ; « Il Gallo e il Mago », du « Fiabe Mantovane » de Isaia Visentini, ainsi que le « Pesciolino » et « Il Contadino che aveva tre Figli » d'Imbriana. Dans « La Fanciulla e il Mago », d'Angelo De Gubernatis (« Novelline di Santo Stefano de Calcenaja », p. 47), se produit l'incident populaire de l'original. "Le Magicien n'était pas un magicien pour rien. Il feignait d'être un colporteur et parcourait les rues en criant : « Femmes, femmes, qui échange des anneaux de fer contre des anneaux d'argent ? ».

## Adaptations
Ce conte — dans sa variante la plus gratifiante pour Aladin — a été adapté au cinéma, au théâtre, en vidéo, etc. à plusieurs reprises.
Le conte d'Hans Christian Andersen Le Briquet  est une adaptation de cette histoire.[réf. nécessaire]
- 1805 : Aladdin, pièce de théâtre d'Adam Gottlob Oehlenschläger ;
- 1817 : La Clochette ou le Diable page, opéra-féerie en trois actes de Ferdinand Hérold, livret de Emmanuel Théaulon ;
- 1822 : Aladin ou la Lampe merveilleuse, opéra-féerie en cinq actes de Nicolas Isouard, livret de Charles-Guillaume Étienne, ballets de Pierre Gardel ;
- 1884 : Aladin ou la Lampe merveilleuse, ouverture pour orchestre d'harmonie ou fanfare d'Henri Kling ;
- 1906 : Aladin ou la Lampe merveilleuse, film français d'Albert Capellani ;
- 1917 : Aladdin and the Wonderful Lamp, film américain de Chester M. Franklin et Sidney A. Franklin
- 1919 : Aladin (Nielsen), musique de scène de Carl Nielsen créée pour accompagner l'Aladdin du dramaturge danois Adam Oehlenschläger
- 1926 : Les Aventures du prince Ahmed, film d'animation de Lotte Reiniger, qui intègre une adaptation libre du conte dans l'acte 4
- 1934 : Aladdin and The Wonderful Lamp, film d'animation d'Ub Iwerks ;
- 1945 : Aladin et la lampe merveilleuse (A Thousand and One Nights), film américain d'Alfred E. Green
- 1952 : Aladdin et sa lampe (film, 1952), long métrage américain.
- 1959 : Les Aventures d'Aladin, long métrage d'animation américain de Jack Kinney ;
- 1967 : Aladin ou la Lampe merveilleuse, film soviétique (russe) de Boris Rytsarev ;
- 1969 : Aladin et la Lampe merveilleuse, film d'animation français de Jean Image ;
- 1982 : Aladin et la Lampe Merveilleuse (Aladdin to Mahō no Lanpu), film d'animation de Tōei animation ;
- 1986 : Aladdin, film italien de Bruno Corbucci ;
- 1989 : Aladdin's Magic Lamp, jeu vidéo du type shoot them up de New-Line ;
- 1989 : Aladin et la lampe merveilleuse, cinq épisodes de la série Iniminimagimo diffusée sur la chaîne Radio-Canada ;
- 1990 : La Bande à Picsou, le film : Le Trésor de la lampe perdue, film d'animation des studios Disney ;
- 1992 : Aladdin, film d'animation des studios Disney ;
- 1992 : Aladdin[15], moyen-métrage d'animation de Golden Films
- 1993 : Aladdin, jeu vidéo de plate-forme sur Super Nintendo, tiré du film ;
- 1994 : Le Retour de Jafar, suite d'Aladdin des studios Disney et pilote de la série qui suit ;
- 1994 : Aladdin, série animée tirée du film de Disney ;
- 1996 : Aladdin et le Roi des voleurs des studios Disney, suite du Retour de Jafar ;
- 2007 : Sonic and the Secret Rings : Erazor Djinn se révèle être le génie d'Aladin, libéré de la lampe et décidé à recréer le monde des Mille et Une Nuits à son image ;
- 2010 : un épisode de la série d'animation Simsala Grimm[16] ;
- 2012 : La Fabuleuse Histoire d'Aladin : pièce de théâtre de Sébastien Cypers, avec dans le rôle du génie de la lampe Thierry Lopez ;
- 2015 : Les Nouvelles Aventures d'Aladin : film français d'Arthur Benzaquen sorti le 14 octobre 2015 avec dans le rôle d'Aladin Kev Adams ;
- 2015 : A Whole New World: A Twisted Tale de Liz Braswell (en) ;
- 2018 : Alad'2, film français de Lionel Steketee sorti le 3 octobre 2018 avec Kev Adams dans le rôle d'Aladin ;
- 2019 : Aladdin de Guy Ritchie.